# Interval.cz
Interval.cz je mezinárodně akreditovaný odborný magazín, publikující články na téma webdesign (web design), web development (vývoj web-based aplikací) a e-komerce. Provoz magazínu je hrazen z reklamy, prodeje knih, soukromých zdrojů a dobrovolných příspěvků, v minulosti dostal minimálně jednu dotaci (285 tisíc od NIC.cz). Články magazínu jsou stále k dispozici všem uživatelům internetu zdarma, a to již od roku 1998.
Mezi autory a spolupracovníky patří řada předních odborníků na webdesign a web development, poskytován je však prostor i specialistům z jiných oborů a začátečníkům. Řada z nich se vypracovala do nejužší odborné špičky ve své oblasti.
Kromě publikování článků se Interval.cz zabývá další odbornou činností – provozuje odborné fórum „Interforum“, vytváří specializované informační zdroje (například Knihovny CSS a PHP), pořádá soutěže (například Interzen) a přednáší na odborných konferencích, například na INSPO  – Internet a informační systémy pro osoby se specifickými potřebami.
Podle provozovatelů magazínu je posláním Interval.cz soustavná dlouhodobá podpora rozvoje zdrojů a služeb dostupných na internetu, především mezi téměř stovkou miliónů mluvčích středoevropské jazykové oblasti, do níž patří Česká republika, Slovensko i Polsko. Žádné texty v polštině ovšem neposkytuje.